# Jo vigilo el camí
Jo vigilo el camí (títol original en anglès: I Walk the Line) és una pel·lícula estatunidenca dirigida per John Frankenheimer i estrenada el 1970. El guió és una adaptació de la novel·la An Exile de Madison Jones. El títol original agafa el títol d'una cançó de la pel·lícula: I Walk the Line de Johnny Cash. Ha estat doblada al català.

## Argument
Enamorat de la filla d'un destil·lador d'alcohol perseguit per un agent de l'estat, el xèrif Henry Tawes sacrifica no només la seva família sinó també el seu honor transgredint la llei que s'havia jurat fins aquí defensar.

## Repartiment
- Gregory Peck: xèrif Henry Tawes
- Tuesday Weld: Alma McCain
- Estelle Parsons: Ellen Haney
- Ralph Meeker: Carl McCain
- Lonny Chapman: Bascomb
- Charles Durning: Hunnicutt
- Jeff Dalton: Clay McCain
- Freddie McCloud: Buddy McCain
- Jane Rose: Elsie
- J.C. Evans: Avi Tawes
- Margaret A. Morris: Sybil
- Bill Littleton: Pollard
- Leo Yates: Vogel
- Dodo Denney: Darlene Hunnicutt